# Exoprosopa grandis
Exoprosopa grandis är en tvåvingeart som först beskrevs av Christian Rudolph Wilhelm Wiedemann 1820.  Exoprosopa grandis ingår i släktet Exoprosopa och familjen svävflugor. Inga underarter finns listade i Catalogue of Life.